# 斑紅楔盲蝽
斑紅楔盲蝽（学名：Rubrocuneocoris maculosus）为盲蝽科紅楔盲蝽屬下的一个种。